# أحمد شاه سلطان ملقا
السلطان أحمد شاه ابن السلطان محمود شاه ( -  1513) هو آخر سلاطين ملقا في الفترة بين 1511 إلى 1513. تخلى والده السلطان محمود شاه عن الحكم بعد الغزو البرتغالي وسقوط ملقا في 1511، حاول أحمد شاه استعادة ملقا، وانتهت محاولته في 1513 بوفاته في إحدى المعارك مع مملكة البرتغال. بعد مقتله، قاد والده المعارك من بعده ولكنه فشل أيضًا في استعادة ملقا.